# Argumentationstheorie
Die Argumentationstheorie ist eine Teildisziplin der Philosophie, die sich mit der Form und dem Gebrauch von Argumenten befasst. Sie vermittelt zwischen den Teildisziplinen der Logik und der Rhetorik. Ihr Themenfeld reicht auch in die Disziplinen der Psychologie, Rechtswissenschaft, Linguistik, Pädagogik und der Literaturkritik hinein.
Nach einer wechselvollen, circa 2500-jährigen Geschichte des argumentierenden Redens hat der Begriff des Argumentierens seit Mitte des 20. Jahrhunderts eine neue Relevanz für Philosophie und Wissenschaften bekommen. Versucht wird vielfach, das Konzept der Wahrheit vor allem in normativen Themenbereichen durch nicht-normative Entwürfe wie dem der argumentativen Gültigkeit (Wohlrapp) oder der konditionalen Zustimmungsfähigkeit Dritter (Perelman), abzulösen bzw. zu reinterpretieren.
Ein Argument wird oft verstanden als ein Stück menschlicher Rede, das geeignet ist, die Gültigkeit oder Ungültigkeit einer (bislang zweifelhaften) These zu erweisen. Nach traditionellem Verständnis, etwa nach Aristoteles, wurden stets unterschiedliche Typen von Argumenten unterschieden, darunter solche, welche z. B. auf tradierten Voraussetzungen und Autoritätszuschreibungen oder rhetorischen Mitteln beruhen. Dabei wurde aber angenommen, dass der Idealfall eines Arguments von solchen Voraussetzungen und Mitteln frei sei:
Das ideale Argument verwende eine oder mehrere Prämissen, die so formuliert sind, dass deren Referenzen bzw. Wahrmacher philosophisch präzise erfassbar sind, und die als Prämissen unabhängig plausibel sind, und aus welchen eine zu beweisende These für jeden unabweisbar, weil logisch, folgt, wobei ein Begriff logischer Konsequenz gemäß klassischer Logiken unterstellt wurde. Zahlreiche insbesondere im 19. und 20. Jahrhundert entwickelte Vorschläge zur Argumentationstheorie gehen dahin, aufzuweisen, dass ein solches Idealmodell für zu viele Fälle unangemessen sei. Es erfasse zu wenige plausiblerweise für valide gehaltene Argumente und repräsentiere deren Struktur unangemessen. Um zudem Fälle des Argumentierens gegen solche des Erklärens, Beweisens oder Erwirkens von Zustimmung über Drohungen beziehungsweise Verlockungen (Eristik) kriteriologisch abzugrenzen, müsse ein sehr viel weitergehender Theorierahmen entwickelt werden, der vor allem nichtklassische Logiken benötige.
Im Anschluss an antike Einteilungen (Logik, Dialektik, Rhetorik) wird zwischen Argumentation als Produkt, Prozedur und Prozess unterschieden. Für die Produktperspektive ist der Übergang von Prämissen zu Konklusionen wesentlich. Neben der klassischen Logik wird hier mit neuen Logiksystemen, insb. solchen der dialogischen Logik und diversen semiformalen Ansätzen wie der Informellen Logik oder der Pragma-Dialektik gearbeitet. Ausgehend von der von Chaim Perelman ausgehenden sog. „Neuen Rhetorik“ werden akzeptanzrelevante Figuren in Theorie und Empirie studiert, während Charles Leonard Hamblin 1970 ein neues akademisches Teil-Feld, das sich mit Fehlschlüssen befasst, eröffnete.
Für praktische Zwecke entwickelte Stephen Toulmin ein vielbeachtetes Schema: Dass eine Argumentation immer adressiert ist (Selbstadressierung als Grenzfall), argumentierendes Reden mithin sprachliche Kommunikation darstellt, ist Grundeinsicht für prozedurale Theorien. Resultate der linguistischen Pragmatik über die Abhängigkeit sprachlicher Verständigung von gemeinsamen Regeln wurden zu diversen normativen Ansätzen verarbeitet, insbesondere zur Diskurstheorie.
Der Begriff des Argumentierens wird in zahlreichen Disziplinen thematisiert, teils als Objekt der Untersuchung, teils als Rahmen zur Klärung von Methodenproblemen.

## Belege
1. ↑  Vgl. den Kurzüberblick in der Einleitung zu Harald Wohlrapp (Hrsg.): Wege der Argumentationsforschung. Frommann-Holzboog, Stuttgart 1995, ISBN 3-7728-1660-6.
2. ↑  Vgl. etwa Paul Lorenzen, Kuno Lorenz: Dialogische Logik. Wissenschaftliche Buchgesellschaft, Darmstadt 1978, ISBN 3-534-06707-X; Laurent Keiff: Dialogical Logic. In: Edward N. Zalta (Hrsg.): Stanford Encyclopedia of Philosophy..
3. ↑  Vgl. etwa John Woods, Douglas Walton: Fallacies. Selected papers 1972–1982, Foris Publications, Dordrecht 1989, ISBN 90-6765-305-5.
4. ↑  grundlegend: Chaim Perelman, Lucie Olbrechts-Tyteca: Die neue Rhetorik. Eine Abhandlung über das Argumentieren. Frommann-Holzboog, Stuttgart 2004, ISBN 3-7728-2229-0.
5. ↑  Vgl. Stephen Toulmin: The Use of Argument, 1958.
6. ↑  Vgl. etwa Karl-Otto Apel: Diskurs und Verantwortung. Das Problem des Übergangs zur postkonventionellen Moral. Suhrkamp, Frankfurt/M. 1997, ISBN 3-518-28493-2
7. ↑  Jürgen Habermas: Theorie des kommunikativen Handelns. Suhrkamp, Frankfurt/M. 1999, Bd. 1. – Handlungsrationalität und gesellschaftliche Rationalisierung, ISBN 3-518-28775-3, Bd. 2. – Zur Kritik der funktionalistischen Vernunft, ISBN 3-518-28775-3
8. ↑  Vgl. Eemeren: Fundamentals, 1996.